# 朴真星
朴真星（韓語：박진성，1963年3月2日—），韩国男演员，本名朴春圭（박춘규）。1983年，KBS公開徵選演員11期出道。东国大学戏剧和电影专业毕业。

## 演出作品

### 电视剧
- 1987年：KBS《电视孙子兵法》
- 1991年：KBS《Gaeulkkot冬天的树》
- 1991年：KBS《西风》
- 1992年：KBS《京都，25》
- 1992年：KBS《开始的任何一天》
- 1993年：KBS《休息日》
- 1993年：KBS《银河系河》
- 1994年：KBS《Hanmyeonghoe》
- 1992年：KBS《三国记》飾演 左柏
- 1995年：KBS《韩明浍》飾 朝鲜成宗
- 1997年：KBS《龙之泪》飾 黄喜
- 1998年：KBS《王與妃》飾 成三问
- 2000年：KBS《雷聲》
- 2000年：SBS《天使的憤怒》
- 2001年：KBS《明成皇后》飾演 袁世凯
- 2002年：KBS《帝國的早晨》飾演 劉新城
- 2006年：SBS《渊盖苏文》飾演 斛斯政

### 电影
- 1990年：《狂戀之歌》
- 2006年：《卑劣的街頭》

## 外部連結
- NAVER搜索 （页面存档备份，存于）